# Katharina die Große (1920)
Katharina die Große ist ein deutscher Historienfilm aus dem Jahre 1920 von und mit Reinhold Schünzel. Die Titelrolle der russischen Kaiserin Katharina II. verkörperte Lucie Höflich. 

## Handlung
An der Totenbahre Katharina der Großen erscheinen vor den Augen des Popen die wichtigsten Stationen im Leben der allmächtigen Herrscherin. Der Film zeichnet im bilderbogenhaften Erzählstil die Lebensgeschichte der jungen Prinzessin Sophie-Friederike von Anhalt-Zerbst nach, deren Weg sie nach Russland in eine Ehe mit einem ungeliebten und später als wahnsinnig deklarierten Mann führt, ehe sie als Kaiserin Katharina II. selbst den Thron Russlands besteigt. Im Zentrum der Handlung stehen die von Macht- und Prachtentfaltung geprägten Jahre von ihrer Hochzeit bis zu ihrem Tod. Während die ersten drei Akte eher auf die intimen und persönlichen Momente im Leben Katharinas abzielen und beispielsweise ihre ersten taxierenden Annäherungsversuche gegenüber ihrem Liebhaber, einem russischen Wachoffizier, herausstellen, werden die letzten drei Akte stark von Massenszenen und Gepränge bestimmt. Zwischendurch hat die Kaiserin alle Hände voll zu tun, Intrigen gegen ihren schrankenlosen, törichten und dank seiner Unfähigkeit, das Riesenreich Russland zu regieren, hilflosen Gatten Peter III. zu spinnen. Kaum nach seiner Thronbesteigung lässt sie ihn stürzen und von einem ihr gefügigen Offizier und Liebhaber töten. Nun hat die einst unbedeutende Prinzessin aus der deutschen Provinz den Gipfel ihrer Macht erklommen.

## Produktionsnotizen
Katharina die Große entstand Anfang / Mitte 1920 im Cserépy-Film-Atelier in Berlin (Atelieraufnahmen) und in Döberitz (Außenaufnahmen). Der Film passierte am 13. August 1920 die Filmzensur, erhielt Jugendverbot und wurde am 22. Oktober 1920 in Berlins Richard-Oswald-Lichtspielen uraufgeführt.
Rochus Gliese entwarf die Filmbauten, die Fritz Seyffert, Hans Flemming und Heinrich Schacker ausführten. Die Kostüme stammen aus der Hand von Peter A. Becker.
Heinz Schall fungierte als künstlerischer Beirat, Eugen Zabel als literarisch-historischer Beirat, Alexander Carbenin-Kiew als russischer Beirat.
Regisseur Schünzel und Nebendarstellerin Hanne Brinkmann waren zu diesem Zeitpunkt ein Ehepaar.

## Kritik
„Schünzel, Lüthge und Behrendt (die Verfasser-G.m b.H.) nahmen als Grundlage die Biographie und versuchten sie durch leichte Ironie und flüssigen Stil (gut sitzende, erfrischend kurze Titel) über sich selbst hinauszuheben. Es gelang teilweise überraschend gut, teilweise gar nicht. Es sind Szenen in dem Film, die in ihrer straffen, knappen Kürze, ihrer sprechenden Bildhaftigkeit starke gedankliche Zusammenhänge offenbaren; und es sind andere darin, die in mattem Tempo ausführlich erzählen, sehr schön und bildreich erzählen, aber eben erzählen. (…) Eine schöne, anschauliche Biographie mit liebevollem Eingehen auf die bekannten großen Momente im Leben dieser starken Frau. (…) Seine äußere Aufmachung ist sehr geschmackvoll und sehr reich. Schünzels Regie ist eine große, starke Leistung, die anerkannt werden muß. (…) Die Darstellung sah sich vor schwere, aber verlockende Aufgaben gestellt, denen sie nicht immer gerecht werden konnte. Lucie Höflich ist die Zarin, aber nicht die junge Großfürstin. Was sie dieser schuldig bleibt, schuldig bleiben muß, gibt sie jener in reichstem Maße. (…) Neben ihr steht Schünzel als Zar Peter, prachtvoll in der Beherrschung von Geste und Mienenspiel … und mit den feinsten Mitteln der Darstellungskunst die Brücke bauend von einem zum andern. Mitleid erweckend, ohne es darauf anzulegen.“